# Старая Лука
Старая Лука — деревня в Угранском районе Смоленской области России. Входит в состав Слободского сельского поселения.
Население — 6 жителей (2007 год).
Расположена в юго-восточной части области в 41 км к северо-востоку от Угры, в 11 км севернее автодороги Р132 Вязьма — Калуга — Тула — Рязань, на берегу реки Угра. В 36 км к северо-западу от деревни находится железнодорожная станция Волоста-Пятница на линии Торжок-Брянск.

## История
В годы Великой Отечественной войны деревня была оккупирована гитлеровскими войсками в октябре 1941 года, освобождена в марте 1943 года. 8 сентября 1943 года 8 гвардейская кавалерийская дивизия пыталась занять деревню с боем. Понесла потери и отступила, сдав рубеж к 10 сентября 1943 года 164 сд.